# ژو
ژواو آلوس دِ اسیس سیلوا (پرتغالی: João Alves de Assis Silva؛ زادهٔ ۲۰ مارس ۱۹۸۷) که با نام ژو یا ژواو آلوس شناخته می‌شود، یک بازیکن  فوتبال اهل برزیل است.

## باشگاهی
از باشگاه‌هایی که در آن بازی کرده‌است می‌توان به کورینتیانس، زسکا مسکو، منچستر سیتی، اورتون، گالاتاسرای، اینترناسیونال، اتلتیکو مینیرو، الشباب، جیانگسو سونینگ و ناگویا گرامپوس اشاره کرد.

## تیم ملی
او بین سال‌های ۲۰۰۷ تا ۲۰۱۴ توانسته ۲۰ بازی برای تیم ملی فوتبال برزیل انجام دهد و ۵ گل به ثمر رسانده.

## افتخارات
منچسترسیتی
- قهرمانی جام حذفی فوتبال انگلستان ۲۰۱۱

زسکا مسکو
- قهرمانی لیگ برتر فوتبال روسیه ۲۰۰۶
- قهرمانی جام حذفی فوتبال روسیه ۲۰۰۶
- قهرمانی جام حذفی فوتبال روسیه ۲۰۰۸
- قهرمانی سوپرجام فوتبال روسیه ۲۰۰۶
- قهرمانی سوپر جام فوتبال روسیه ۲۰۰۷

کورینتیانس پائولیستا
- قهرمانی سری آ برزیل ۲۰۰۵
- قهرمانی سری آ برزیل ۲۰۱۷

اتلتیکومینیرو
- قهرمانی جام حذفی فوتبال برزیل ۲۰۱۴
- قهرمانی کوپا لیبرتادورس ۱۳-۲۰۱۲
- قهرمانی جام سودامریکانا ۱۴-۲۰۱۳

اینترناسیونال
- قهرمانی جام سودامریکانا ۱۲-۲۰۱۱

تیم ملی فوتبال برزیل
- قهرمانی جام کنفدراسیون‌ها ۲۰۱۳
- مقام چهارم جام جهانی فوتبال ۲۰۱۴

تیم ملی فوتبال المپیک برزیل
- مدال برنزه مسابقات فوتبال المپیک ۲۰۰۸

### فردی
- بازیکن فوتبال سال ۲۰۱۷ برزیل
- آقای گل جام حذفی فوتبال روسیه ۰۶-۲۰۰۵
- آقای گل کوپا لیبرتادورس ۱۳-۲۰۱۲
- آقای گل سری آ فوتبال برزیل ۱۷-۲۰۱۶
- آقای گل جی لیگ فوتبال ژاپن ۱۸-۲۰۱۷

حضور در تورنمنت های مطرح
- جام جهانی۲۰۱۴، جام کنفدراسیون۲۰۱۳، مسابقات المپیک ۲۰۰۸،جام جهانی زیر ۲۰سال ۲۰۰۷ ،جام جهانی زیر ۲۰سال ۲۰۰۸،جام باشگاه‌های جهان ۲۰۱۴